# Cieśnina Ewripos

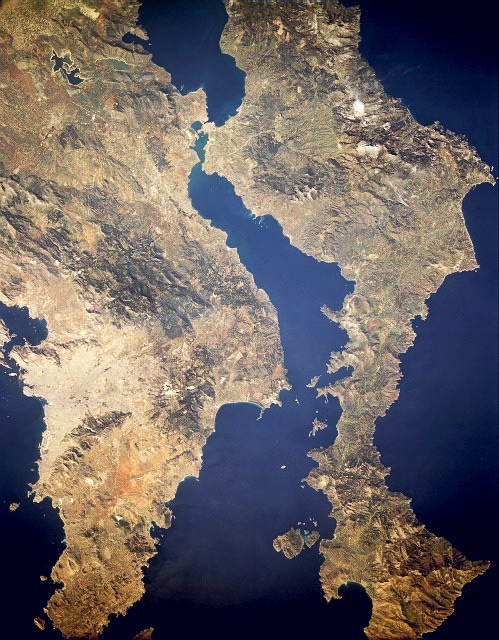
Zdjęcie satelitarne Zatoki Eubejskiej Południowej z widoczną Cieśniną Ewripos

Cieśnina Ewripos – wąska cieśnina pomiędzy Grecją a wyspą Eubeą położona na Morzu Egejskim. Główny port to Chalkida, jednocześnie największe miasto na Eubei, położony przy najwęższym miejscu cieśniny. Cieśnina oddziela dwie zatoki - Eubejską Południową i Eubejską Północną.